# 貝克頓 (肯塔基州坎伯蘭縣)
貝克頓（英語：Bakerton）是位於美國肯塔基州坎伯蘭縣的一個非建制地區。

## 地理
貝克頓所處的海拔為高於海平面183米（即600英呎），而該地所採用的時區為UTC-6，即北美中部時區（CST）。同時該地設有夏令時間，為UTC-6調快一小時，即UTC-5（CDT）。